# Bocaccio (discoteca)
Bocaccio, también conocida como Bocaccio Boite, fue una mítica discoteca ubicada en un subterráneo del número 505 de la calle de Muntaner de Barcelona, que funcionó entre 1967 y 1985. 
Impulsada por el promotor cultural Oriol Regàs con la ayuda de Xavier Miserachs y de Teresa Gimpera, se convirtió pronto en el centro neurálgico de la Gauche Divine barcelonesa. La decoración, de inspiración modernista, fue obra del decorador Xavier Regás, hermano de Oriol.
Abrió sus puertas el 13 de febrero de 1967. Ha sido considerado como un punto de encuentro y descubrimiento de la intelectualidad liberal tardo-franquista de Barcelona. Frecuentaban la sala personalidades como Oriol Maspons, Teresa Gimpera, Beatriz de Moura, Serena Vergano, Ricardo Bofill, Antonio de Senillosa o Terenci Moix, Oriol Bohigas, Beth Galí, José Ilario, Mónica Randall, Román Gubern, Joan de Sagarra, Toni Miserachs, Rosa Regàs, Enrique Vila-Matas, Joan Manuel Serrat, Óscar Tusquets, Guillermina Motta, Juan Marsé, Colita, Elisenda Nadal, Jesús Ulled, Georgina Regàs, Jorge Herralde,Salvador Clotas y Gonzalo Herralde, entre muchos otros.
Regàs financió su proyecto mediante la creación de la empresa Bocaccio S.A, en colaboración con 38 socios accionistas inicialmente, que llegaron a ser hasta 280. Gracias a su éxito, el 4 de abril de 1971 abrió un local con el mismo nombre y decoración en Madrid, en la calle Marqués de la Ensenada, 16.
En 1981, Oriol Regàs y sus socios vendieron el negocio a Pere García Pérez, un empresario nocturno que ya tenía locales en Mollet del Vallés. García dirigió el local desde febrero de 1982, al principio de la decadencia de la sala. Con el dinero obtenido con la venta, Regàs invirtió en la creación de la discoteca Up&Down. El local Bocaccio de Madrid fue alquilado por Regàs a sus empleados.
En julio de 1985, Pere Garcia vendió el negocio a un grupo immobiliario propietario de los apartamentos anexos al local, que cerraron definitivamente la sala.
En 2002, un grupo de empresarios próximos a los Regàs, compraron los derechos de la marca y abrieron una versión de la discoteca en un edificio de tres plantas en Mollet del Vallés. Se crearon diversos espacios que replicaban la discoteca original. La inauguración tuvo lugar el 28 de noviembre de 2002, cambiando de nombre posteriormente.
Durante los meses de enero a abril de 2020 se mostró en el Palacio Robert de Barcelona una exposición monográfica sobre la historia de Bocaccio.
En enero de 2020, el periodista y crítico cinematográfico Toni Vall publicó el ensayo Bocaccio. Donde ocurría todo: Historias y estética del mítico templo de la Gauche Divine, editado originalmente en catalán por Columna Edicions y en su traducción al castellano por Ediciones Destino.
Coincidiendo con la publicación del libro, se inauguró una exposición con el mismo título en el Palacio Robert de Barcelona que se mantuvo hasta el 16 de abril y que, comisariada por el mismo Toni Vall, mostraba una interesante recopilación de elementos originales y fotografías de la mítica boite.